# Ericaella
Ericaella is een geslacht van spinnen uit de familie Cheiracanthiidae.

## Soorten
- Ericaella florezi Bonaldo, Brescovit & Rheims, 2005
- Ericaella kaxinawa Bonaldo, 1997
- Ericaella longipes (Chickering, 1937)
- Ericaella samiria Bonaldo, 1994